# Golden Grove, South Carolina
Golden Grove är en ort i Greenville County i delstaten South Carolina, USA.